# Catedral de Manchester
Catedral de Manchester, conhecida formalmente como Catedral e Igreja Colegiada de Santa Maria, São Dinis e São Jorge (em inglês: Cathedral and Collegiate Church of Saint Mary, Saint Denys and Saint George) é uma igreja matriz da diocese anglicana de Manchester localizada na província de York, Reino Unido.